# Perikles Pierrakos-Mavromichalis
Perikles Pierrakos-Mavromichalis (Grieks: Περικλής Πιερράκος-Μαυρομιχάλης ) (1863 - 1938) was een Grieks schermer.
Pierrakos-Mavromichalis won tijdens de Olympische Zomerspelen van 1896 de bronzen medaille op het scherm-onderdeel floret. Zowel hij als zijn landgenoot Athanasios Vouros werden tweede in hun poule-fase, maar doordat er tussen geen extra kamp tussen hen werd gehouden won Pierrakos-Mavromichalis de medaille omdat hij in zijn poulefase twee kampen won. Vouros slechts een.